# 松浦市文化会館
松浦市文化会館（まつうらしぶんかかいかん）は、長崎県松浦市にある松浦市立の文化施設である。

## 概要
規模
- 敷地面積 - 30,000m²（駐車場を含む）
- 建築面積 - 5,686.360m²
- 建築延べ面積 - 7,192.176m²

構造
- 鉄骨・鉄筋コンクリート造一部3階建て

## 施設
ゆめホール
定員505名（別に車椅子3席）。演劇・音楽を主体にした舞台設備。
ふれあいホール
定員1,499名。スポーツ施設（バレーコート2面）を兼ねた集会を主にしたホール。電動椅子設置。
小ホール
定員200名。多目的ホール。
イベント広場
東側広場。野外イベント。
その他施設
駐車場 - 378台（普通車367台、大型車17台、障害者3台）
駐輪場 - 30台

## アクセス
- 松浦鉄道西九州線松浦駅徒歩5分
- 西肥バス松浦バスセンター下車